# Whatever Happened to Harold Smith?
Pour plus de détails, voir Fiche technique et Distribution.
Whatever Happened to Harold Smith? est un film britannique réalisé par Peter Hewitt, sorti en 1999.

## Fiche technique
- Titre : Whatever Happened to Harold Smith?
- Réalisation : Peter Hewitt
- Scénario : Ben Steiner
- Photographie : David Tattersall
- Montage : Martin Walsh
- Musique : Harry Gregson-Williams
- Pays d'origine : Royaume-Uni
- Genre : comédie
- Date de sortie : 1999

## Distribution
- Tom Courtenay : Harold Smith
- Michael Legge : Vince Smith
- Laura Fraser : Joanna Robinson
- Stephen Fry : Dr. Peter Robinson
- Charlotte Roberts : Lucy Robinson
- Amanda Root : Margaret Robinson
- Lulu : Irene Smith
- David Thewlis : Nesbit
- Charlie Hunnam : Daz
- Matthew Rhys : Ray Smith
- James Corden : Walter
- Rosemary Leach : la mère d'Harold
- Mark Williams : Roland Thornton
- Keith Chegwin : Hugh Pimm
- Patrick Monckton : Peter Pringle
- Richenda Carey : Mary Blackcottage
- Gizz Butt : le chanteur
- Jan Leeming : elle-même
- Uri Geller : lui-même